# Heini Hemmi
Heini Hemmi (Churwalden, 17 gennaio 1949) è un ex sciatore alpino svizzero, campione olimpico e iridato nello slalom gigante a Innsbruck 1976 e vincitore della Coppa del Mondo di slalom gigante nel 1977.

## Biografia
Specialista delle prove tecniche fratello di Christian, a sua volta sciatore alpino, Hemmi entrò nella nazionale svizzera nel 1969. In Coppa del Mondo ottenne il primo piazzamento di rilievo l'11 gennaio 1970 a Wengen, classificandosi 5º in slalom speciale, e il primo podio il 2 marzo 1975 a Garibaldi, quando fu 2º in slalom gigante; in quella stessa stagione 1974-1975 in Coppa Europa si classificò al 3º posto nella classifica di slalom gigante. L'anno dopo ai XII Giochi olimpici invernali di Innsbruck 1976, sua unica presenza olimpica, conquistò la medaglia d'oro nello slalom gigante, valida anche per i Mondiali 1976, e non completò lo slalom speciale; il 18 marzo dello stesso anno a Mont-Sainte-Anne conquistò la prima vittoria in Coppa del Mondo, in slalom gigante.
Nella stagione 1976-1977 ottenne sempre in slalom gigante sei podi in Coppa del Mondo con tre vittorie, tra le quali quella del 24 gennaio sulla Chuenisbärgli di Adelboden che fu l'ultima della sua carriera, e si aggiudicò la Coppa del Mondo di specialità: chiuse la stagione a pari punti con Ingemar Stenmark, ma la coppa di cristallo fu assegnata allo svizzero per i migliori piazzamenti ottenuti. L'anno dopo ai Mondiali di Garmisch-Partenkirchen 1978 Hemmi si classificò 4º nello slalom gigante; ottenne l'ultimo podio in Coppa del Mondo, nonché ultimo piazzamento della sua carriera, nello slalom gigante disputato a Furano il 19 marzo 1979 (2º).

## Palmarès

### Olimpiadi
- 1 medaglia, valida anche ai fini dei Mondiali:
  - 1 oro (slalom gigante a Innsbruck 1976)

### Coppa del Mondo
- Miglior piazzamento nella classifica generale: 7º nel 1977
- Vincitore della Coppa del Mondo di slalom gigante nel 1977
- 13 podi (tutti in slalom gigante):
  - 4 vittorie
  - 7 secondi posti
  - 2 terzi posti

#### Coppa del Mondo - vittorie
| Data             | Località         | Paese    | Specialità |
| ---------------- | ---------------- | -------- | ---------- |
| 18 marzo 1976    | Mont-Sainte-Anne | Canada   | GS         |
| 12 dicembre 1976 | Val-d'Isère      | Francia  | GS         |
| 2 gennaio 1977   | Ebnat-Kappel     | Svizzera | GS         |
| 24 gennaio 1977  | Adelboden        | Svizzera | GS         |

Legenda:

GS = slalom gigante

### Campionati svizzeri
- 5 ori (slalom speciale nel 1973; slalom gigante nel 1974; slalom gigante nel 1975; slalom speciale nel 1976; slalom gigante nel 1978)[senza fonte]

## Riconoscimenti
- Sportivo svizzero dell'anno 1976[2]